# エリオット・ブラザーズ
エリオット・ブラザーズ (Elliott Brothers (London) Ltd.) は、1950年代から1960年代にかけて活動したイギリスの初期のコンピュータ企業。研究所は1946年、Borehamwood に開設された。最初のコンピュータ Elliott 152 は1950年に登場。
著名な計算機科学者アントニー・ホーアは、1960年8月から8年間エリオット・ブラザーズに勤務し、Elliott 803 向けのALGOL 60コンパイラを開発した。また、Elliott 503 Mark II 向けオペレーティングシステムの開発にも従事したが、これは成功とは言えず、「30人年以上のソフトウェア開発工数をかけ」た後に中止された（The Emperor's Old Clothes参照）。
John Lansdown は、コンピュータを利用したプランニングの先駆者である。1963年、Elliott 803 コンピュータ上でCADアプリケーションを開発し、透視図によって建物の配管やエレベータの配置を検討したり、年間の日照状態をプロットしたりといった活用法を考案した。
後に Elliott Automation に改称し、イングリッシュ・エレクトリック社と合併した。また、データ処理コンピュータ部門は、International Computers and Tabulators (ICT)に1968年に買収され、International Computers Limited（ICL）の一部となった。

## 製造機種
エリオット社の製造したコンピュータ機種を以下に列挙する:
- Elliott 152 （1950年）
- Elliott Nicholas （1952年）
- Elliott/NRDC 401 （1953年）
- Elliott 153 (DF computer) （1954年）
- Elliott/GCHQ OEDIPUS (311) （1954年）
- Elliott 402 （1955年）
- Elliott 403 (WREDAC) （1956年）
- Elliott 405 （1956年）
- Elliott 802 （1958年）
- Elliott 803 （1959年）（803A のメモリは 4K × 39 ビットワード、803B は 8K × 39 ビットワード）
- Elliott ARCH 1000 （1962年）
- Elliott 503 （1963年）
- Elliott 900 series （1963年）
- Elliott 502 （1964年）
- Elliott 4100 series （1966年）